# Nifontovita
La nifontovita és un mineral de la classe dels borats. Rep el seu nom del geòleg rus Roman V. Nifontov (1901-1960).

## Característiques
La nifontovita és un borat de fórmula química Ca₃[BO(OH)₂]₆·2H₂O. Cristal·litza en el sistema monoclínic. Es troba en forma de cristalls tabulars, de fins a 6 centimetres, o granular. La seva duresa a l'escala de Mohs és 3,5.
Segons la classificació de Nickel-Strunz, la nifontovita pertany a «06.C - Nesotriborats» juntament amb els següents minerals: inderita, ameghinita, kurnakovita, inderborita, meyerhofferita, inyoïta, solongoïta, peprossiïta-(Ce) i olshanskyita.

## Formació i jaciments
Es troba en skarn format per diorita de quars introduïda en pedra calcària, com és el cas del dipòsit de bor i coure de Novofrolovskoye, a Turjinsk, a l'óblast de Sverdlovsk (Rússia), on va ser descoberta l'any 1961. També es troba prop de skarns de gehlenita-spurrita. Sol trobar-se associada a altres minerals com: grossulària-andradita, szaibelyita, sibirskita, calciborita, dolomita, calcita, olshanskyita o pentahidroborita.